# Hartmut Skerbisch

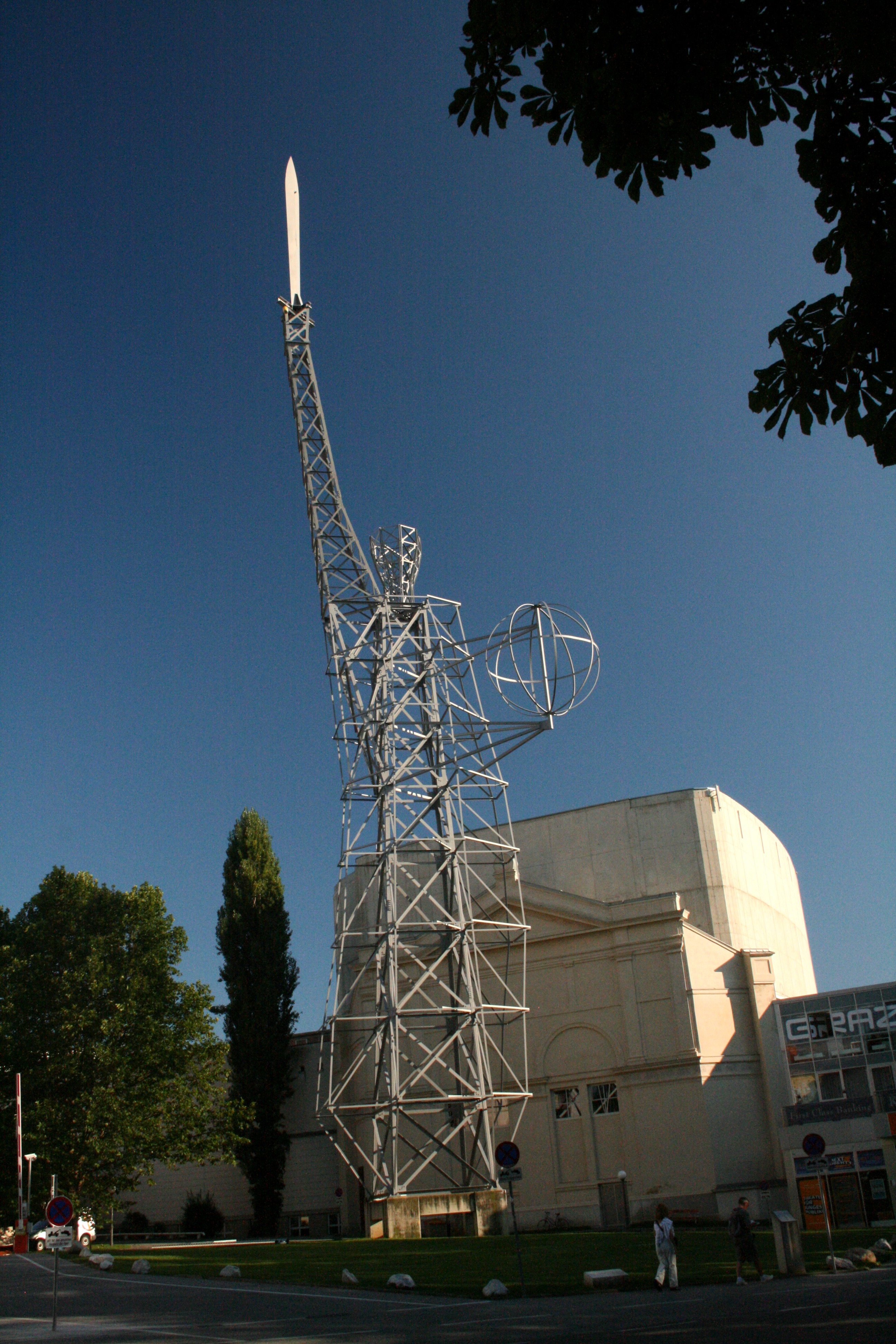
Skerbischs „Lichtschwert“ vor dem Opernhaus Graz

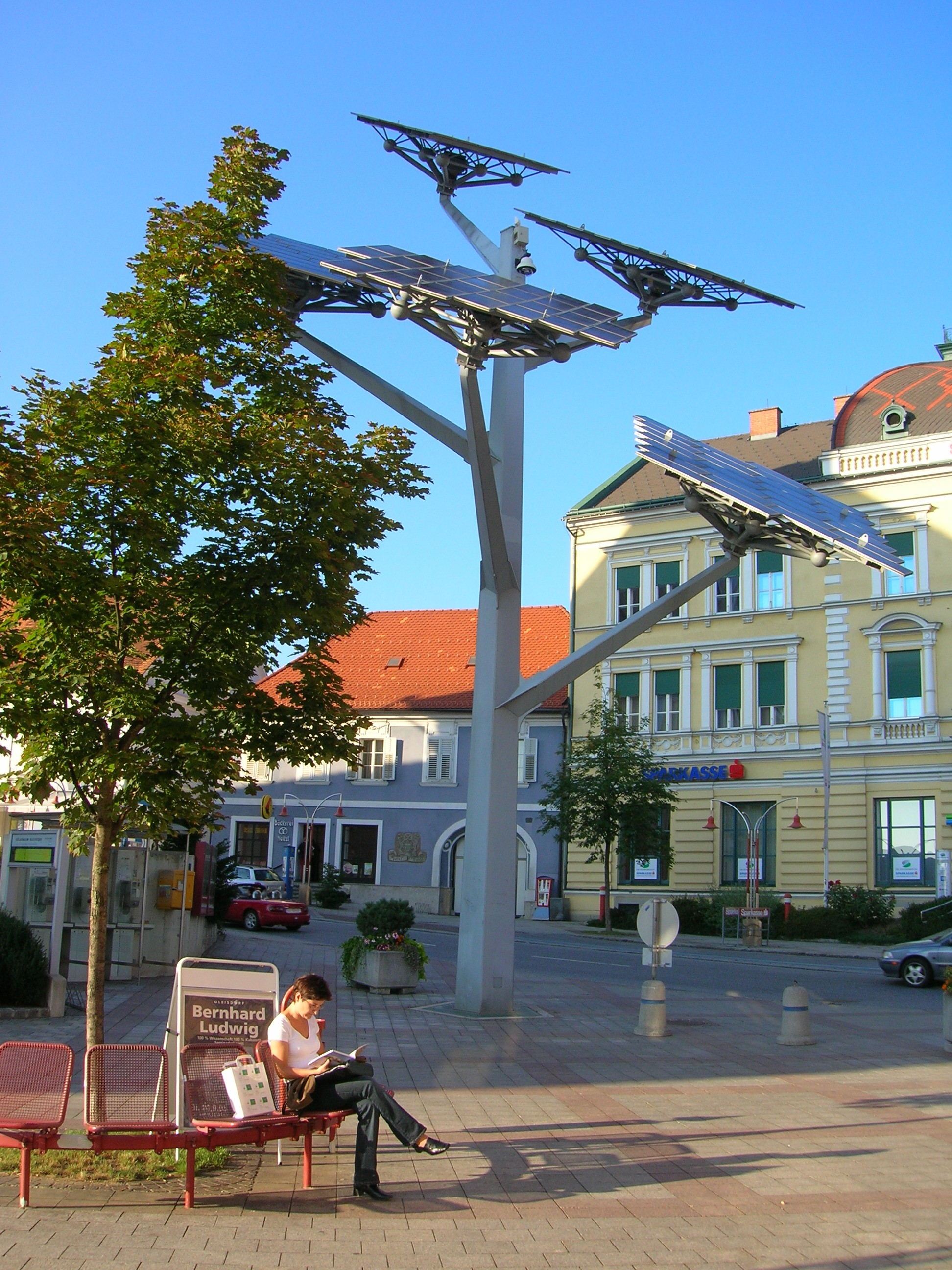
Der „Solarbaum“ in Gleisdorf

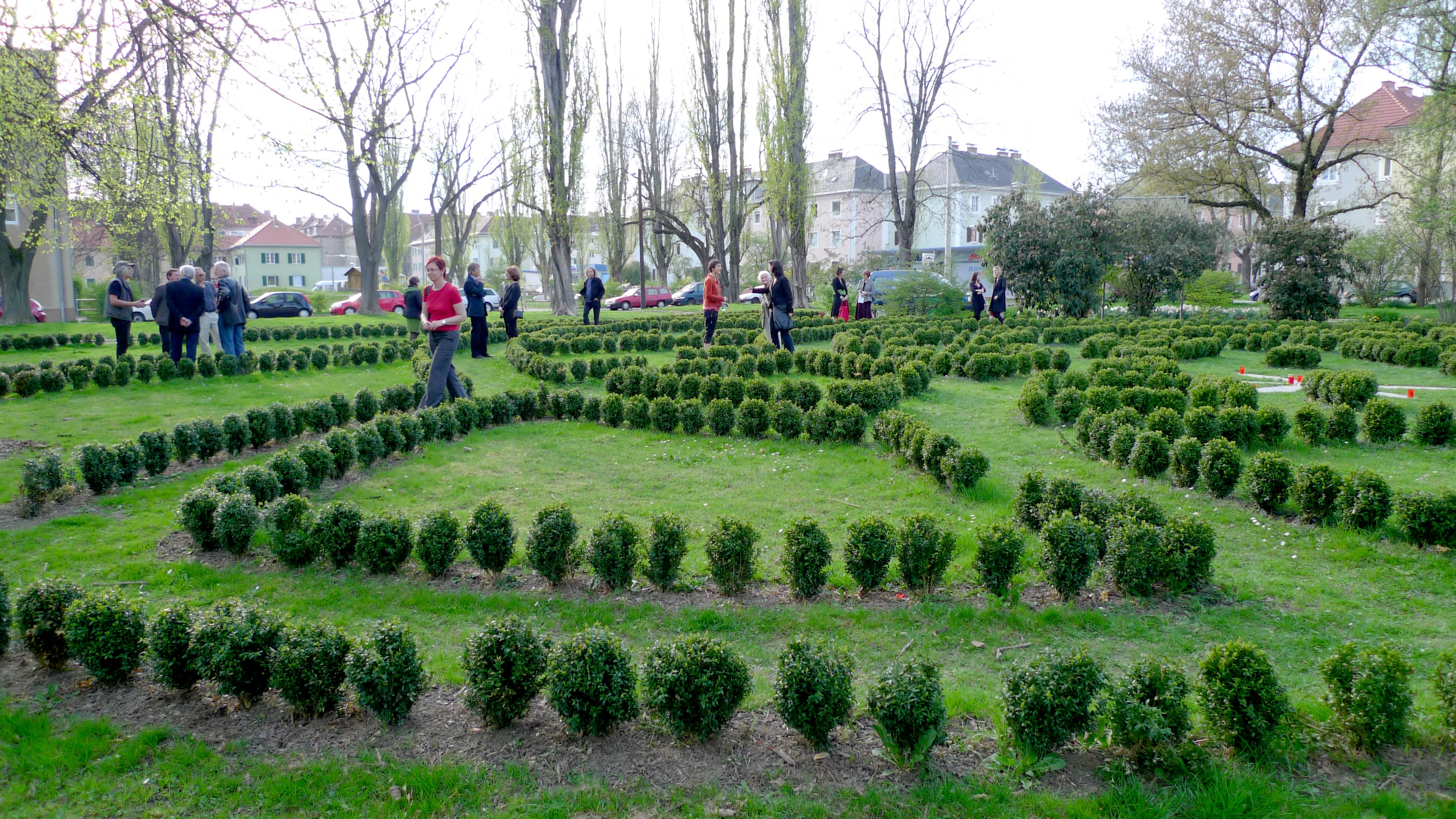
Das Gartenlabyrinth im Dr.-Schlossar-Park in Graz

Hartmut Skerbisch (* 1945 in Ramsau am Dachstein, Steiermark; † 3. April 2009 im Schloss Kalsdorf) war ein österreichischer Künstler.

## Leben
Hartmut Skerbisch verbrachte seine Kindheit in Deutschlandsberg in der Steiermark. Er studierte Architektur an der TU Graz. Ab 1969 wirkte er als Künstler und arbeitete hierbei vor allem mit Videos, Fotografien und skulpturalen Elementen. Seine Werke wurden durch Ausstellungen auch über Österreichs Grenzen hinaus bekannt. Zuletzt lebte Skerbisch im Schloss Kalsdorf bei Ilz in der Oststeiermark. Dort erlag er 2009 einer langen, schweren Krankheit.

## Werk
Zu seinen bekanntesten Arbeiten zählen das Lichtschwert vor der Oper am Opernring in Graz, errichtet zum Steirischen Herbst 1992, der Solarbaum (1998) am Hauptplatz in Gleisdorf und das Gartenlabyrinth im Dr.-Schlossar-Park (Auf der Tändelwiese) in Graz (2004–2007). Kunstgarten Graz konnte Hartmut Skerbisch für dieses Projekt gewinnen und mit Unterstützung des Institutes für Kunst im öffentlichen Raum diese lebende Solarskulptur auf 2400 m² mit 1800 Pflanzen Buxus sempervirens und einer Edelstahlskulptur im Zentrum errichten. kunstGarten ist für die Errichtung und Pflege bis 2011 verantwortlich gewesen.
Skerbisch gilt als einer der profiliertesten bildenden Gegenwartskünstler Österreichs, dessen Werke immer auch eine politische Intention in sich tragen.

## Auszeichnungen
- 2009: Würdigungspreis des Landes Steiermark für bildende Kunst[2]

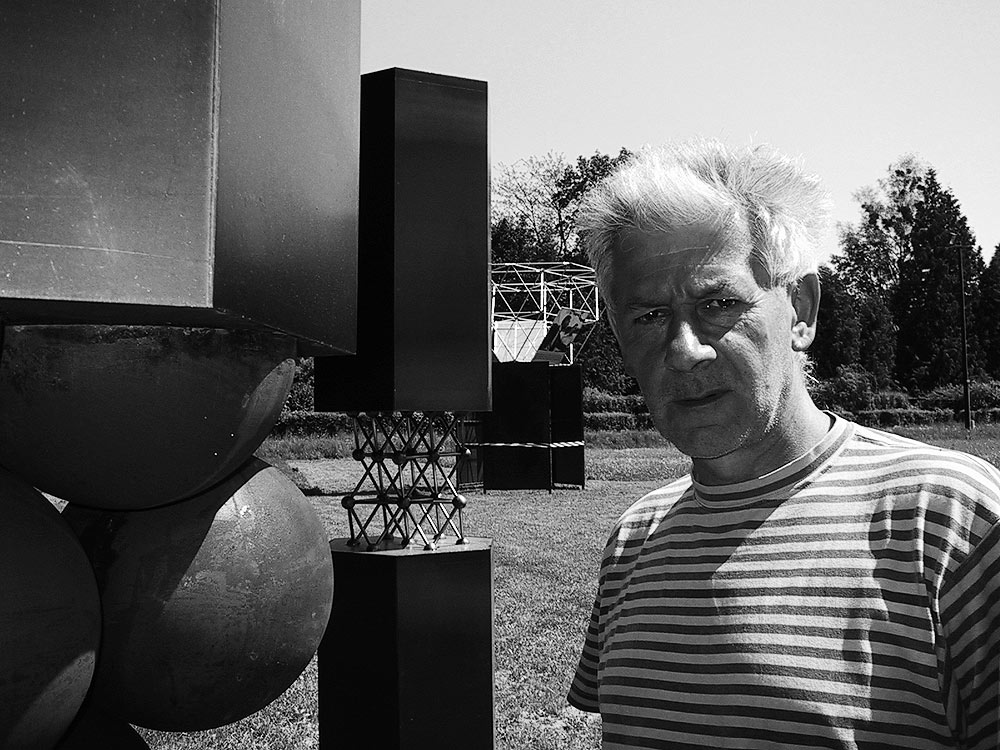
Hartmut Skerbisch vor seiner Arbeit Das Energiespiel auf dem Eislaufplatz der Stadt Gleisdorf
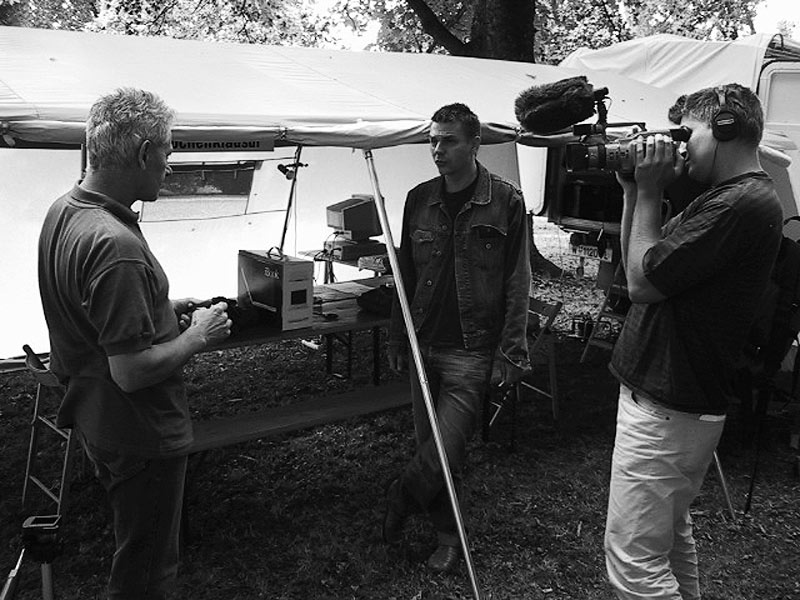
Von links: Künstler Hartmut Skerbisch, Wolfgang Zinggl („Wochenklausur“) und Regisseur Nikolaus Geyrhalter beim Gespräch in Gleisdorf (2001)